# Jitka Nešporová
Jitka Nešporová (* 1. července 1982, Sušice) je česká germanistka, publicistka a překladatelka z němčiny.
Jitka Nešporová vystudovala bohemistiku a překladatelství / tlumočnictví na Filozofické fakultě Univerzity Karlovy. V roce 2014 obhájila disertační práci o překladatelském díle Ludvíka Kundery.
Pracuje jako překladatelka z němčiny, literární redaktorka a moderátorka autorských čtení a literárních festivalů.
Je redaktorkou literárního serveru iLiteratura, kde spravuje sekce o německy psané literatuře a dětské literatuře.

## Výběr z překladů
- Gunther Geltinger: Člověk anděl (Mensch Engel), č. Kniha Zlín, 2011
- Aneglika Overath: Ten Den (Nahe Tage), č. Nakladatelství Lidové noviny, 2012
- Catalin Dorian Florescu: Jacob se odhodlá milovat (Jacob beschliesst zu lieben), č. Labyrint, 2013
- Vea Kaiser: Popdechovka aneb Jak přišla věda do hor (Blasmusikpop oder Wie die Wissenschaft in die Berge kam), č. Plus, 2015